# Jacques Mauran
Jacques Mauran, né le 1er mai 1929 à Rignac et mort le 28 septembre 2014 à Avignon, est un joueur de rugby à XV, qui a joué avec l'équipe de France, le Stade toulousain le Castres olympique et le Stade beaumontois, évoluant au poste de trois-quarts centre. 

## Carrière

### En club
- Stade toulousain
- Stade beaumontois
- Castres olympique

### En équipe nationale
Il a disputé son premier test match le 16 février 1952 contre l'équipe d'Afrique du Sud et le dernier contre l'équipe d'Angleterre, le 28 février 1953.

## Statistiques en équipe nationale
- Sélections en équipe nationale : 6
- Sélections par année : 4 en 1952 et 2 en 1953
- Tournois des Cinq Nations disputés : 1952 et 1953